# Nút giao thông Sangil
Nút giao thông Sangil (Tiếng Hàn: 상일 나들목, 상일IC) còn được gọi là Sangil IC là nút giao số 2 của Đường cao tốc vành đai 1 cùng thủ đô kéo dài Sangil 2-dong, Gangdong-gu, Seoul và Choil-dong, Hanam-si, Gyeonggi-do. Vì nó nằm ở thành phố Hanam, Gyeonggi-do nên có thể vào Sangil-dong, Gangdong-gu, Seoul và Choi-dong, Pungsan-dong, Hanam-si, Gyeonggi-do. Xung quanh có nhiều vườn hoa.

## Lịch sử
- 3 tháng 12 năm 1987: Khai trương đường cao tốc Jungbu giữa Nami ~ Hail[1]

## Thông tin cấu trúc
- Vị trí: Sangil 2-dong, Gangdong-gu, Seoul và Choil-dong, Hanam-si, Gyeonggi-do

## Lối vào nút giao thông
- Quốc lộ 43 (Jojeong-daero, Cheonho-daero)
- Tuyến đường thành phố Seoul số 50 (Cheonho-daero)